# Mongolia na Zimowych Igrzyskach Olimpijskich 1998
Reprezentacja Mongolii na Zimowych Igrzyskach Olimpijskich 1998 w japońskim Nagano liczyła trzech zawodników. Był to dziewiąty w historii start reprezentacji Mongolii na zimowych igrzyskach olimpijskich.

## Wyniki

### Biegi narciarskie

#### Bieg mężczyzn na 10 km techniką klasyczną
| Zawodnik                | Czas    | Miejsce | Źródło |
| ----------------------- | ------- | ------- | ------ |
| Daszdzewegijn Oczirsüch | 39:28,6 | 90.     | [ 1 ]  |

### Short track

#### 500 metrów mężczyzn
| Zawodnik           | Kwalifikacje | Finał | Miejsce | Źródło |
| ------------------ | ------------ | ----- | ------- | ------ |
| Battulgyn Oktjabr' | 50,466 (4.)  | -     | -       | [ 2 ]  |

#### 1000 metrów mężczyzn
| Zawodnik           | Kwalifikacje  | Finał | Miejsce | Źródło |
| ------------------ | ------------- | ----- | ------- | ------ |
| Boldyn Sansarbileg | 1:39,313 (4.) | -     | -       | [ 3 ]  |